# Schlammvulkan

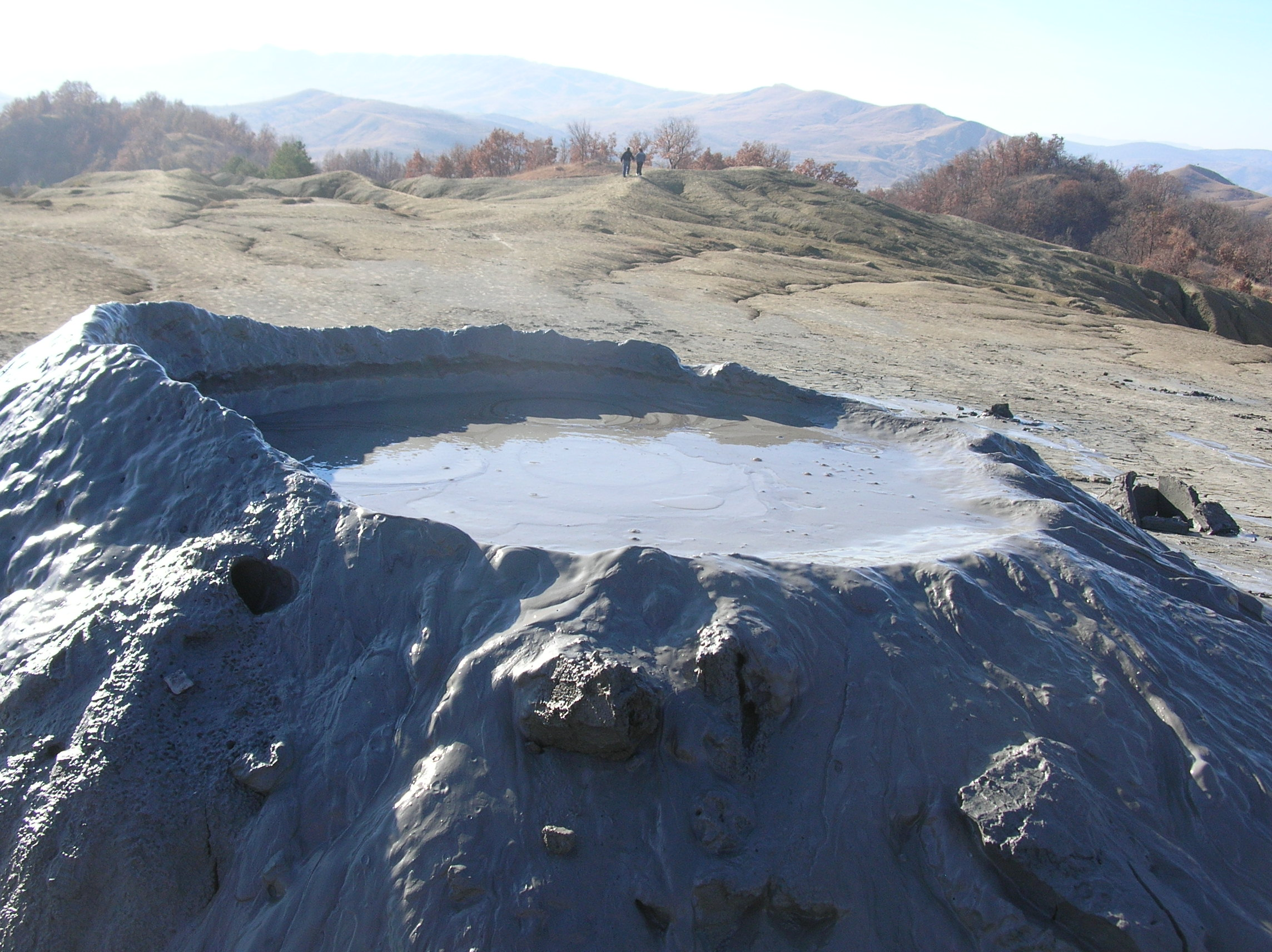
Schlammvulkan in den rumänischen Karpaten (bei Berca)

Schlammvulkane, auch Schlammdiapire genannt, sind morphologische Erhebungen, die oft die Form eines Vulkans aufweisen und aus denen in mehr oder minder regelmäßigen Abständen wassergesättigter Schlamm austritt, oft zusammen mit Methan.

## Entstehung
Die Entstehung von Schlammvulkanen geht in vielen Fällen auf so genannten „kalten Vulkanismus“ zurück (der eigentlich kein Vulkanismus im engeren Sinne ist, sondern geologisch Diapirismus genannt wird), indem aufgeschlämmtes tonreiches Sedimentgestein aufgrund seiner relativ geringen Dichte und der Quellfähigkeit der Tonminerale in der Erdkruste aufsteigt. Voraussetzung für diesen Vorgang ist meist eine schnelle Sedimentation von tonigen Ablagerungen in Verbindung mit unter Druck stehendem Wasser. Das Aufsteigen von mit Wasser übersättigtem Sediment ist oft an Schwächezonen in der Erdkruste gebunden, die in Gebieten tektonischer Kompression entstehen. Die gleichen Ablagerungsbedingungen, die die Entstehung von Schlammvulkanen begünstigen, führen auch zur Entstehung von Kohlenwasserstoffvorkommen, so dass diese häufig zusammen vorkommen. Anlass für den Ausbruch eines Schlammvulkans kann eine plötzliche Druckentlastung des wasserübersättigten Sediments durch ein Erdbeben sein, in manchen Fällen entstanden Schlammvulkane auch durch Bohrungen im Rahmen der Erkundung oder Förderung von Erdölvorkommen.
Im Gegensatz zum kalten Vulkanismus steigt bei heißem Vulkanismus Gesteinsschmelze aus dem Erdmantel auf. Oft verwechselt werden Schlammvulkane mit den Schlammtöpfen, die durch erhitztes Wasser in geothermal aktiven Gebieten angetrieben werden.

## Vorkommen von Schlammvulkanen
Es sind bisher 1100 aktive Schlammvulkane bekannt. Ihr Durchmesser reicht von einigen Dezimetern wie auf der karibischen Insel Trinidad bis zu acht Kilometern.
Schlammvulkane finden sich untermeerisch wie auch an Land. Untermeerische Schlammvulkane existieren etwa vor der norwegischen Küste (z. B. Håkon Mosby, s. unten), in der Barentssee, im Golf von Cádiz (z. B. Al Idrisi), im Schwarzen Meer oder im Kaspischen Meer, ebenso vor der Küste von British Columbia und in der Karibik.
An Land treten Schlammvulkane beispielsweise in Aserbaidschan auf, wo im Verein mit denen des Kaspischen Meeres fast die Hälfte der auf der Erde bekannten Schlammvulkane vorkommen. Einige Schlammvulkane in Aserbaidschan brennen, da sich das aufsteigende Methan entzündet hat. Weiter finden sich Schlammvulkane in Norditalien und auf Sizilien (s. unten), in Rumänien bei Berca oder auf der Insel Trinidad, vor der darüber hinaus in den letzten 100 Jahren vier Mal die Insel Chatham als Folge schlammvulkanischer Tätigkeit auftauchte. Sie wurde jeweils wieder vom Meer abgetragen.
Weitere Schlammvulkane sind in Russland, der Ukraine, in der Volksrepublik China, Myanmar und Taiwan oder auf Sumatra bekannt. In Amerika gibt es aktive Schlammvulkane in Alaska, Kalifornien, Venezuela und Kolumbien. Für Touristen interessant sind die Schlammvulkane an der kolumbianischen Karibikküste aufgrund der Möglichkeit, in ihnen Schlammbäder zu nehmen, namentlich der hoch aufragende Vulkan „Totumo“ zwischen Cartagena de Indias und Barranquilla und der wesentlich flachere, weniger von Badetouristen frequentierte bei Arboletes.

### Schlammvulkan Håkon Mosby vor der norwegischen Küste
Der untermeerische Schlammvulkan Håkon Mosby liegt bei 72° Nord am Kontinentalhang der westlichen Barentssee in 1270 Meter Wassertiefe. Er erhebt sich etwa 12 Meter über den Meeresboden und hat einen Durchmesser von etwa 950 Metern. Der Schlamm tritt mit einer Temperatur von 26 °C aus, die normale Meerestemperatur liegt bei −1,8 °C. Der Schlammvulkan setzt jährlich mehrere hundert Tonnen des Treibhausgases Methan frei. Ein Großteil des im Wasser gelösten Gases erreicht die Atmosphäre nicht. Es wird beim Aufstieg im Meerwasser verteilt und von methanverarbeitenden Bakterien aufgezehrt. Eruptionen schädigen jedoch die Bakterienfilme am Meeresboden, die das meiste Methan zurückhalten.

### Osttimor

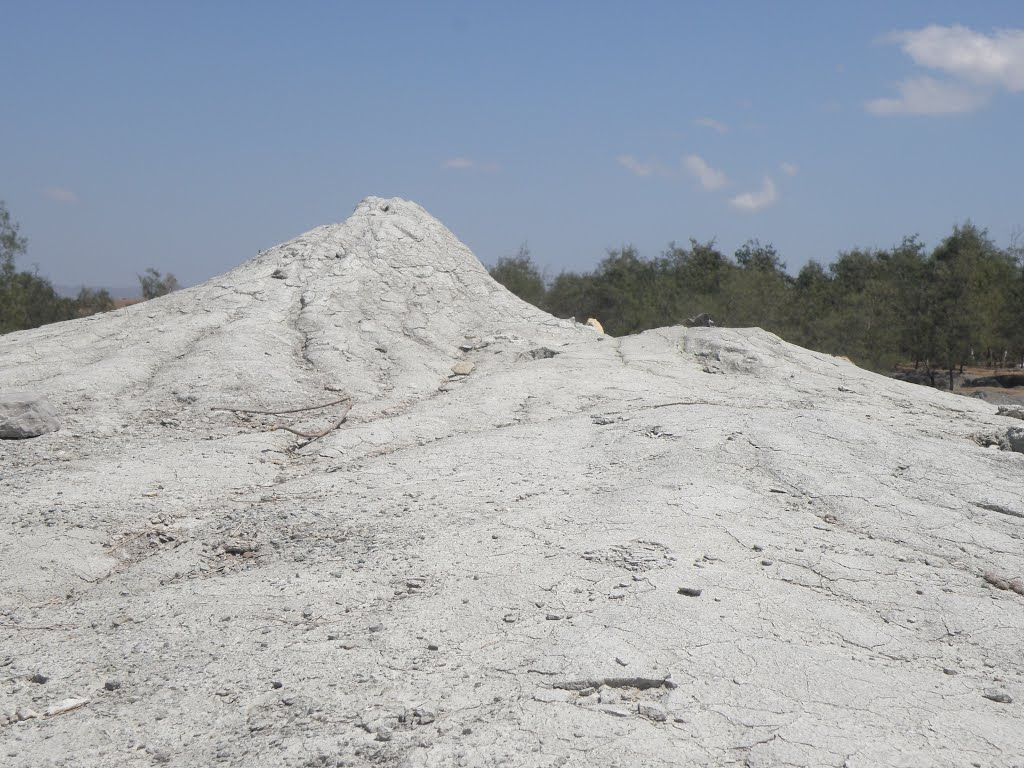
Schlammvulkan in Oesilo (Osttimor)

In Oesilo (Sonderverwaltungsregion Oe-Cusse Ambeno) liegen südlich des Ortes Saben im Suco Bobometo die Schlammvulkane von Poto.
In der Gemeinde Viqueque befindet sich nah dem Meer der Schlammvulkan Raitahu, bei dem es 2021 eine große Explosion gab.
Die Schlammvulkane von Culit liegen im Westen des Sucos von Holpilat (Gemeinde Cova Lima), nahe dem Ort Kulit und dem Fluss Tafara. Die zwei kleinen Schlammvulkane von Ranuc liegen in Matai.

### Italien
Die nördlichsten Schlammvulkane Italiens befinden sich am Nordrand des Apennin. Relativ bekannt sind die Schlammvulkane von Nirano südlich Modena und, weiter westlich gelegen, die von Regnano. Bei Regnano soll 1835 ein ganzer Kubikkilometer Schlamm ausgetreten sein und lokal schwere Verwüstungen angerichtet haben. Des Weiteren berühmt sind die Feuer von Pietramala, brennende Ausbisse, die schon von Alessandro Volta beschrieben und von Michel Montaigne in seiner „Badereise“ erwähnt wurden. Die Flammen sind jedoch mittlerweile wegen der Abnahme des Druckes in den Lagerstätten infolge der Förderung des Erdgases erloschen. Dasselbe gilt für die brennenden Ausbisse bei Barigazzo. Aktuell (Stand 2008) gibt es nur eine noch dauerhaft brennende natürliche Erdgasquelle im Apennin.
Seit Herbst 2013 gibt es einen neuen (teilweise auch als Geyser bezeichnet) in der Provincia di Roma bei Fiumicino nahe dem Flughafen „Leonardo da Vinci“. Dieser hat sich auf der Insel eines Kreisverkehrs gebildet.
In der Provinz Ancona sollen weitere Schlammvulkane aktiv sein (u. a. Il Cenerone) sowie bei Monteleone di Fermo. Größere Bekanntheit genießt die Bolle di Malvizza (Castelfranco in Miscano in Kampanien). Dagegen sind die Exemplare bei San Sisto (Montalto Uffugo) in Kalabrien, die der Atlante Fisico-Economico in den 1930er Jahren noch ausweist, heute nicht mehr aktiv.
In Sizilien kommen kleine Schlammvulkane (Macalube) bei Aragona nördlich von Agrigent vor (Macalube di Aragona) und bei Caltanissetta (Macalube di Terrapelata), wo es 2008 einen größeren Ausbruch gab. Zeitweise brennende natürliche Erdgasquellen sind das Fuoco di Censo (ohne Schlamm), die Ausbisse bei Paternò südwestlich des Ätna und eine kleine nordöstlich des Ätna bei Fondachello.
Das Gebiet der Macalube di Aragona ist durch Gerichtsbeschluss seit September 2014 gesperrt, weil nach einem unerwarteten gewaltigen Ausbruch mit 20 m hohem Schlammauswurf zwei Kinder ums Leben kamen.

### Indonesien
Am 29. Mai 2006 begann im Osten der indonesischen Insel Java auf dem Gebiet des Regierungsbezirks Sidoarjo ein Schlammvulkan mit seinem Ausbruch. Siehe dazu den Hauptartikel Schlammvulkan Sidoarjo.
Im indonesischen Teil Westtimors befinden sich in Napan zwei Schlammvulkane, nahe der Grenze zur osttimoresischen Exklave Oe-Cusse Ambeno und den dortigen Schlammvulkanen von Poto.

### Arabisches Meer
An zwei Stellen vor der Küste von Pakistan wurde dreimal von der Entstehung von Inseln berichtet, zuletzt am 24. September 2013 die Insel Zalzala Koh in sechs bis sieben Meter seichtem Meer vor Gwadar. Von dieser blasenwerfenden Inselbildung im Arabischen Meer wird erwartet, dass sie sich wieder im Meer einebnet, wie die anderen beiden zuvor.

### Kolumbien
Im Nordwesten Kolumbiens gibt es eine Vielzahl an Schlammvulkanen. Im Jahr 2024 brach der El Aburrido aus, große Mengen an ausgestoßenem Methan entzündeten sich.

## Schlammtöpfe
Eine verwandte geologische Erscheinung stellen die Schlammtöpfe dar.